# Robert Zwinkels
Robert Zwinkels (* 3. Mai 1983 in Wateringen, Südholland) ist ein niederländischer Fußballtorhüter. Er spielt seit 2005 für ADO Den Haag.